# Sprookjesland
Sprookjesland was een wekelijks jeugdtijdschrift dat verscheen van 5 september 1970 tot en met 1 april 1972. Het blad verscheen als opvolger van het magazine van de Fabeltjeskrant maar was in plaats van voor alleen kleuters bestemd voor kinderen tot en met 12 jaar. Het blad was rijkelijk geïllustreerd en bestond uit diverse strips en een aantal verhalen. Dit waren meestal sprookjesverhalen maar ook verhalen waarin bijvoorbeeld Broer Konijn of Sluwe Vos voorkwamen. Ook was er een reeks avontuurlijke verhalen zoals Gullivers reizen, Ali Baba en de veertig rovers en Alice in wonderland. De meeste verhalen waren doorlopend en werden wekelijks vervolgd maar ook kwamen er eenmalige verhalen voor.
Naast strips en verhalen gaf het blad wetenswaardigheden over natuur, dieren, de wereld en geschiedenis. Ook was er een rubriek "Bekende namen" waarin namen van personen, dieren of zaken met een illustratie nader werden verklaard.
Achterop bevond zich de rubriek "De oude wijze uil" geïnspireerd op Meneer de Uil. Deze wist raad op alles en gaf antwoord op moeilijke vragen over allerlei onderwerpen, waarbij ook met een illustratie antwoord op de vraag werd gegeven. In deze rubriek werden uiteenlopende onderwerpen behandeld, zoals vragen over auto's, vliegtuigen, ruimtevaart of sport. Ook konden kinderen brieven insturen met vragen die dan door De oude wijze uil werden beantwoord.
Het laatste nummer verscheen op 1 april 1972. Op de achterzijde van de drie laatste nummers van Sprookjesland stond in plaats van De oude wijze uil "De groeten van Mickey" als voorbode op de fusie met Disneyland, een sinds eind 1971 door dezelfde uitgever uitgegeven tijdschrift met alleen ruimte voor strips, verhalen en figuren van Walt Disney. De lezers van Sprookjesland kregen vanaf 8 april 1972 voortaan Disneyland toegezonden met welk blad het echter vrijwel geen overeenkomsten meer had. Disneyland bestond nog tot 29 maart 1974 maar kwam in 1988 opnieuw uit. 